# Гірка помста
Гірка помста (англ. The Harder They Fall — букв. переклад: Тим сильніше вони впадуть) — американський вестерн-бойовик. Це один з небагатьох вестернів, де всі актори — чорношкірі. Його герої змальовані за мотивами реальних ковбоїв, правоохоронців і злочинців американського Заходу ХІХ століття. Прем'єра стрічки відбулася 6 жовтня 2021 року на Лондонському кінофестивалі та 3 листопада 2021 року на Netflix.

## Сюжет
Дія фільму відбувається на американському Дикому Заході. Головний герой — бандит Нейт Лав, який дізнається, що вбивцю його батька випустили з в'язниці. Тепер завдання Нейта — помститися.

## У ролях
- Джонатан Мейджорс — Нет Лав;
- Ідріс Ельба — Руфус Бак;
- Зазі Бітц — Мері Філдз;
- Реджина Кінг — Труді Сміт;
- Лейкіт Стенфілд — Черокі Біл;
- Делрой Ліндо — Бас Рівз;
- Деніелл Дедвайлер — Кафі;
- Деон Коул — Вайлі Еско;
- ЕрДжей Сайлер — Джим Бекворт;
- Еді Ґатеґі — Біл Пікет;
- Ділан Кенін — генерал-полковник Еббот;
- Деймон Веянс (молодший) — Монро Ґраймз;

## Український дубляж
- Роман Чорний — Нет Лав
- Кирило Нікітенко — Руфус Бак
- Катерина Качан — Мері Філдз
- Вікторія Білан — Труді Сміт
- Денис Жупник — Черокі Біл
- Євген Пашин — Бас Рівз
- Юлія Шаповал — Кафі
- Борис Георгієвський — Вайлі Еско
- Руслан Драпалюк — Джим Бекворт
- Микола Данилюк — Біл Пікет
- Юрій Кудрявець — генерал-полковник Еббот
- Максим Сінчуков — Монро Ґраймз

Фільм дубльовано студією «Le Doyen» за сприянням студії «Formosa Group» на замовлення компанії «Netflix» у 2021 році.
- Перекладач тексту та пісень — Роман Дяченко
- Режисер дубляжу — Ольга Фокіна
- Музичний керівник — Тетяна Піроженко
- Звукорежисери — Олена Лапіна, Михайло Угрин
- Менеджер проєкту — Мирослава Сидорук

## Виробництво
Проєкт був анонсований в липні 2019 року. Головну роль отримав Джонатан Мейджорс, режисером став Джеймс Семюель. Знімання почалися в березні 2020 року в Санта-Фе (Нью-Мексико), але незабаром були припинені через пандемію коронавірусу. У вересні їх відновили, розраховуючи закінчити до грудня, але в жовтні призупинили знову через позитивний тест на ковід в одного з акторів.